# شبكة أخبار التاريخ
شبكة أخبار التاريخ (HNN) في جامعة جورج واشنطن هي منصة للمؤرخين الذين يكتبون عن الأحداث الجارية.

## تاريخ
شبكة أخبار التاريخ (HNN) هي مؤسسة غير ربحية مسجلة في واشنطن العاصمة. تأسست HNN على يد ريتشارد شينكمان، مؤلف كتاب "أساطير وأكاذيب وأساطير تاريخ العالم". عمل شينكمان كمحرر حتى تقاعده في عام 2019. المؤرخة كايلا سومرز هي رئيسة التحرير الحالية. ترعى HNN العديد من المدونات ذات التوجه التاريخي بما في ذلك Liberty and Power (التي قام بتنسيقها ديفيد بيتو) وجيمس لوين.
انتقلت شبكة اخبار التاريخ، التي استضافتها في الأصل جامعة جورج ميسون، إلى جامعة جورج واشنطن في عام 2017.
كان موراي بولنر محرر الكتب منذ فترة طويلة في HNN.
في عام 2012، احتفلت HNN بالرابع من يوليو من خلال إجراء مسابقة لاختيار أسوأ الكتب المنشورة عن التاريخ الأمريكي. المرشحون هم فيلم أكاذيب جيفرسون (The Jefferson Lies) لديفيد بارتون، وفيلم تسليح امريكا (Arming America) للمخرج مايكل بيليسيلز، وفيلم 1421 للمخرج جافين مينزيس، العام الذي اكتشفت فيه الصين أمريك، كتاب ريتشارد ج. ويليامز لعام 2006 ستونوول جاكسون: صديق الرجل الأسود وتاريخ الشعب في الولايات المتحدة بقلم هوارد زين. أعطى أكثر من 1000 من قراء HNN الإشارة إلى بارتون وزين.